# 22. studenoga
22. studenoga (22. 11.) 326. je dan godine po gregorijanskom kalendaru (327. u prijestupnoj godini).
Do kraja godine ima još 39 dana.

## Događaji
- 1220. – Njemačkog kralja Fridrika II. iz roda Staufovaca papa Honorije II. okrunio je za rimsko-njemačkog cara. Fridrik je zauzvrat obećao (peti) križarski pohod na Palestinu. Pohod je počeo 1228. godine.
- 1963. – U još uvijek nerazriješenom atentatu u Dallasu, Lee Harvey Oswald ubio američkog predsjednika Johna Fitzgeralda Kennedyja
- 2005. – Angela Merkel postala prva njemačka kancelarka u povijesti

| - 1819. – George Eliot, engleski pisac - 1857. – George Gissing, engleski književnik († 1903.) - 1863. – Jandre Kuzmić, gradišćanskohrvatski pedagog i pisac († 1940.) - 1869. – André Gide, francuski književnik i nobelovac († 1951.) - 1876. – Vladimir Stahuljak, hrvatski skladatelj, orguljaš i zborovođa († 1960.) - 1877. – Endre Ady, mađarski pjesnik († 1919.) - 1907. – Dora Maar, francuska slikarica († 1985.) - 1913. – Benjamin Britten, engleski skladatelj († 1976.) - 1931. – Anton Tus, hrvatski general, prvi načelnik Glavnog stožera OSRH († 2023.) - 1932. – Franjo Jurjević, hrvatski gimnastičar († 2022.) - 1935. – Virgilije Nevjestić, hrvatski grafičar, slikar i pjesnik († 2009.) - 1940. – Terry Gilliam, američki filmski redatelj - 1953. – Matija Ljubek, hrvatski kanuist († 2000.) - 1955. – Milan Bandić, hrvatski političar († 2021.) - 1958. – Jamie Lee Curtis, američka glumica - 1963. – Đuro Macut, srbijanski političar i liječnik - 1967. – Boris Becker, njemački tenisač - 1986. – Oscar Pistorius, južnoafrički atletičar | - 1876. – Armin Šrabec, hrvatski klasični filolog, violočelist i skladatelj (* 1844.) - 1916. – Jack London, američki književnik (* 1876.) - 1944. – Anna Kolesárová, slovačka blaženica (* 1928.) - 1963. – Aldous Leonard Huxley, engleski književnik (* 1894.) - 1963. – John F. Kennedy, američki političar i predsjednik (* 1917.) - 1980. – Mae West, američka filmska glumica (* 1893.) - 1981. – Hans Adolf Krebs, njemački liječnik i nobelovac (* 1900.) - 2000. – Emil Zatopek, češki atletičar (* 1922.) - 2011. – Darijo Možnik, hrvatski gimnastičar (* 1989.) - 2020. – Mustafa Nadarević, hrvatski i bosanskohercegovački filmski, kazališni i televizijski glumac te kazališni redatelj (* 1943.) |